# Karmidanda

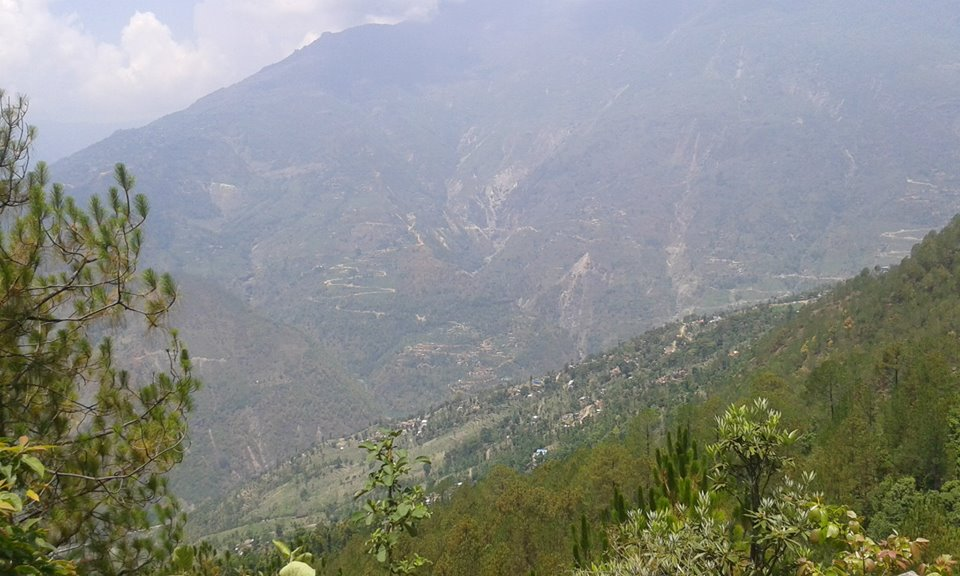
uitzicht op Karmidanda

Karmidanda is een dorp in Nepal in het district Nuwakot met ca. 600 inwoners.
Het dorp is met een lokale bus in ca. 7 uur vanuit Kathmandu te bereiken via Trisuli Bazar en Betrawati Bazar, en ligt een half uur lopen naar beneden vanaf Ramche / Khalikastan. Karmidanda ligt daarmee aan de weg naar Dunche en verderop naar Rasuwa Ghadi, de grensovergang met Tibet op ca. 20 km. afstand van het dorp. Deze weg biedt tevens toegang tot Langtang, een breed dal tussen hoge Himals, bereikbaar via Dunche en Syabru Besi. India en China spreken van gedachten over een noord-zuid-spoorwegverbinding tussen beide landen door Nepal. Deze verbinding, via tunnels, zal langs Karmidanda moeten gaan lopen. Het is onduidelijk of en zo ja, op welke termijn deze plannen realiseerbaar kunnen worden.
In Karmidanda staat de regioschool van Bhalayadanda. Er is een winkel, een gezondheidscentrum en een christelijke kerk. De meeste mensen in het dorp zijn eenvoudige boeren en verbouwen gewassen en hebben kippen, een koe of een geit voor melk en vlees. In 2015 is bij de aardbeving een groot deel van het dorp verwoest. Sindsdien zijn er veel nieuwe huizen gebouwd. Hierbij is de oude bouwstijl met eenvoudige stapeling van stenen vervangen door betonnen funderingen en gewapende muren. Als gevolg hiervan zijn veel leningen aangegaan met de banken. Door de hoge rente tot boven 20% is bij veel inwoners de oude armoede verplaatst naar torenhoge schuldenlasten.

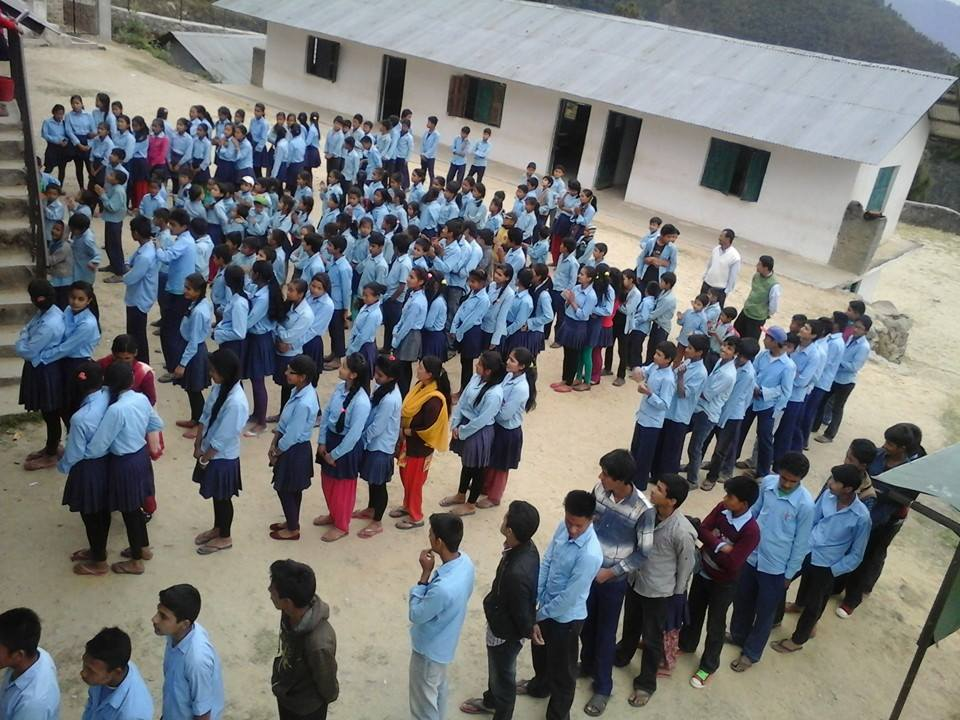
de school van het dorp

De school wordt bezocht door leerlingen van grade 1 t/m grade 10. 
Een chinees bedrijf is in 2019 begonnen met het bouwen van een nieuwe school, gefundeerd op de beschadigde gebouwen uit 2015. Doordat de chinezen alle kosten voor dit project dragen conformeren de inwoners van Karmidanda zich aan de toenemende invloed uit China. Waar dit toe kan leiden werd in Tibet duidelijk, enkele decennia geleden.
In Karmidanda zijn diverse hulporganisaties en particulieren betrokken bij ontwikkelingswerk. Een voorbeeld daarvan is Neupanefonds (www.neupanefonds.nl), dat kansen biedt aan leerlingen van grade 10 van de school in Karmidanda en daarnaast studenten uit Karmidanda financiert die hierdoor, dichtbij in Trisuli en Betrawati of verder weg in Kathmandu, een vervolgopleiding kunnen doen. De drijvende krachten van deze stichting zijn Guido de Bekker (Nederland) en Jhabaraj Neupane (Nepal). Grade 10, diverse studenten, scholieren en weeskinderen worden door neupanefonds ondersteund om met een diploma op zak een eigen bestaan te kunnen opbouwen.